# یاگوبا بیوبید
یاگوبا بیوبید (انگلیسی: Jagoba Beobide؛ زادهٔ ۱۹ فوریهٔ ۱۹۸۷) بازیکن فوتبال اهل اسپانیا است.
از باشگاه‌هایی که در آن بازی کرده‌است می‌توان به باشگاه فوتبال کوردوبا، باشگاه فوتبال دپورتیوو آلاوس، و باشگاه فوتبال راسینگ سانتاندر اشاره کرد.